# Vrbice (Rychnov nad Kněžnou)
Vrbice è un comune della Repubblica Ceca facente parte del distretto di Rychnov nad Kněžnou, nella regione di Hradec Králové.